# Bud Jamison
Pour les articles homonymes, voir Jamison.
Bud Jamison est un acteur de cinéma américain né William Edward Jaimison le 15 février 1895 et mort le 30 septembre 1944. Il est apparu dans 450 films entre 1915 et 1945.

## Biographie
Né à Vallejo, en Californie, Bud Jamison a commencé sa carrière en Californie. En 1915, il a intégré comme membre la société anonyme de Charlie Chaplin, la Essanay Studios. Puis, il est parti pour les studio de la Hal Roach Studio, jouant avec les comiques Harold Lloyd, Snub Pollard et Stan Laurel. Dans les années 1920, il a rejoint Universal Pictures, et plus tard travaillé dans les comédies de Mack Sennett.
Dans ses premiers films, Bud Jamison était trop jeune pour être totalement convaincant. Au fil des ans, il a évolué dans ses rôles, et au moment de l'arrivée du cinéma parlant, il était reconnu comme un personnage comique fiable.
Bud Jamison avait une superbe voix de ténor, et il aimait chanter devant les caméras. Bud Jamison a même été embauché uniquement pour son chant, comme dans Pot o 'Or, où il joue un vagabond qui harmonise en prison.
Dans la plupart de ses films, Bud Jamison a continué de jouer des flics, des voleurs, des patrons, des fonctionnaires, des professionnels et divers hommes qui s'affrontent avec le premier rôle. Il est apparu face à Bing Crosby, WC Fields, et Andy Clyde dans la Sennett talkies. Il a trouvé du travail à différents studios: Hal Roach (avec Thelma Todd et ZaSu Pitts, et Charley Chase). Educational Photos (avec Buster Keaton), RKO Radio Pictures (avec Clark & McCullough, Leon Errol, et Edgar Kennedy), et Columbia Pictures (avec Keaton, Clyde, Chase, Harry Langdon, et The Three Stooges, parmi beaucoup d'autres).
Bud Jamison a souffert de diabète au cours de ses dernières années. Malade au cours de l'année 1944, il a refusé de prendre l'insuline en raison de ses croyances  à la Science chrétienne. En conséquence, il est mort du diabète subitement le 30 septembre 1944, à l'âge de 50 ans.

## Filmographie partielle

### Années 1910
- 1915 : Charlot fait la noce ou Charlot en bombe (A Night Out) de Charlie Chaplin
- 1915 : His Regeneration de Gilbert M. Anderson
- 1915 : Charlot boxeur (The Champion) de Charlie Chaplin
- 1915 : Charlot dans le parc (In the Park) de Charlie Chaplin
- 1915 : Charlot veut se marier (A Jitney Elopement) de Charlie Chaplin
- 1915 : Le Vagabond (The Tramp) de Charlie Chaplin
- 1915 : Charlot à la plage (By the Sea) de Charlie Chaplin
- 1915 : Charlot marin (Shanghaied) de Charlie Chaplin
- 1916 : Luke Pipes the Pippins
- 1916 : Luke's Double
- 1916 : Luke's Late Lunchers
- 1916 : Charlot cambrioleur (Police) de Charlie Chaplin
- 1916 : Luke Laughs Last
- 1916 : Luke's Fatal Flivver
- 1916 : Luke's Society Mixup
- 1916 : Luke, Crystal Gazer de Hal Roach
- 1916 : Luke's Lost Lamb de Hal Roach
- 1916 : Luke Does the Midway
- 1916 : Luke Joins the Navy de[Hal Roach
- 1916 : Luke and the Mermaids de Hal Roach
- 1916 : Lui... club-boy (Luke's Speedy Club Life) de Hal Roach
- 1916 : Luke and the Bang-Tails de Hal Roach
- 1916 : Luke, the Chauffeur
- 1916 : Luke's Preparedness Preparations
- 1916 : Luke, the Gladiator
- 1916 : Luke, Patient Provider
- 1916 : Luke's Newsie Knockout
- 1916 : Luke's Movie Muddle
- 1916 : Luke, Rank Impersonator
- 1916 : Burlesque on Carmen
- 1916 : Luke's Fireworks Fizzle
- 1916 : Luke Locates the Loot
- 1916 : Luke's Shattered Sleep
- 1917 : Luke's Lost Liberty
- 1917 : Luke's Busy Day
- 1917 : Luke's Trolley Troubles
- 1917 : Lonesome Luke, Lawyer
- 1917 : Luke Wins Ye Ladye Faire
- 1917 : Lonesome Luke's Lively Life
- 1917 : Lonesome Luke on Tin Can Alley
- 1917 : Lonesome Luke's Honeymoon
- 1917 : Lonesome Luke, Plumber
- 1917 : Stop! Luke! Listen!
- 1917 : Lonesome Luke, Messenger
- 1917 : Lonesome Luke, Mechanic
- 1917 : Lonesome Luke's Wild Women
- 1917 : Over the Fence de Harold Lloyd et J. Farrell MacDonald
- 1917 : Lonesome Luke Loses Patients
- 1917 : Lui... et les policemen (Pinched) de Gilbert Pratt et Harold Lloyd
- 1917 : Birds of a Feather
- 1917 : From Laramie to London
- 1917 : Love, Laughs and Lather
- 1917 : Clubs Are Trump
- 1917 : We Never Sleep
- 1917 : Move On
- 1917 : Bashful d'Alfred J. Goulding
- 1917 : Step Lively
- 1918 : Triple Trouble
- 1918 : No Place Like Jail
- 1918 : Au jour le jour (Just Rambling Along) de Hal Roach
- 1918 : Oui... mais Lui corsette mieux (Here Come the Girls) de Fred Hibbard
- 1918 : It's a Wild Life de Gilbert Pratt
- 1918 : The Non-Stop Kid
- 1918 : Two-Gun Gussie
- 1918 : Kicking the Germ Out of Germany
- 1918 : Two Scrambled
- 1918 : Bees in His Bonnet
- 1918 : Swing Your Partners
- 1918 : Why Pick on Me?
- 1918 : Nothing But Trouble
- 1918 : Hear 'Em Rave (en) de Gilbert Pratt
- 1918 : Take a Chance d'Alfred J. Goulding
- 1918 : She Loves Me Not (en)
- 1919 : Harold chasse les grands fauves (Back to the Woods) de Hal Roach
- 1919 : Do You Love Your Wife? (en) de Hal Roach
- 1919 : Wanted – $5,000 (en) de Gilbert Pratt
- 1919 : Une excursion mouvementée (Going! Going! Gone!) de Gilbert Pratt
- 1919 : Hustling for Health (en) de Frank Terry
- 1919 : On n'entre pas (Ask Father) de Hal Roach
- 1919 : Lui, chef cuisinier (On the Fire) de Hal Roach
- 1919 : Hoot Mon! (en) de Hal Roach
- 1919 : I'm on My Way (en) de Hal Roach
- 1919 : Look Out Below (en) de Hal Roach
- 1919 : The Dutiful Dub (en) d'Alfred J. Goulding
- 1919 : Young Mr. Jazz de Hal Roach
- 1919 : Un fameux régisseur (Ring Up the Curtain) d'Alfred J. Goulding
- 1919 : Pistols for Breakfast (en) d'Alfred J. Goulding
- 1919 : Off the Trolley (en) d'Alfred J. Goulding
- 1919 : Coquin de printemps (Spring Fever) de Hal Roach
- 1919 : A Jazzed Honeymoon (en) de Hal Roach
- 1919 : Count Your Change (en) d'Alfred J. Goulding
- 1919 : Chop Suey & Co. de Hal Roach
- 1919 : Heap Big Chief (en) d'Alfred J. Goulding
- 1919 : Don't Shove d'Alfred J. Goulding
- 1919 : Lui et la Dactylographe (Be My Wife) de Hal Roach
- 1919 : Un, deux, trois... partez ! (The Marathon) de Alfred J. Goulding

### Années 1920
- 1920 : Laughing Gas
- 1924 : Dante's Inferno
- 1927 : Long Pants
- 1927 : His First Flame
- 1927 : Âme errante (Closed Gates) de Phil Rosen
- 1928 : The Chaser de Harry Langdon
- 1928 : Buck Privates de Melville W. Brown

### Années 1930
- 1932 : The Dentist
- 1933 : Dora's Dunking Doughnuts
- 1934 : Woman Haters
- 1934 : Men in Black
- 1934 : Wonder Bar
- 1934 : Three Little Pigskins
- 1935 : Flying Down to Zero
- 1935 : The Spirit of 1976
- 1935 : Uncivil Warriors
- 1935 : The E-Flat Man
- 1935 : Hoi Polloi
- 1935 : The Whole Town's Talking
- 1935 : Three Little Beers
- 1936 : Ants in the Pantry
- 1936 : On the Wrong Trek
- 1936 : Movie Maniacs
- 1936 : Chef d'orchestre malgré lui (Grand Slam Opera) de Charles Lamont et Buster Keaton
- 1936 : Disorder in the Court
- 1936 : A Pain in the Pullman
- 1936 : Whoops I'm an Indian
- 1936 : Come and Get It
- 1937 : Forty Naughty Girls d'Edward F. Cline
- 1937 : Back to the Woods
- 1937 : Candidat à la prison (Jail Bait) de Charles Lamont
- 1937 : Dizzy Doctors
- 1937 : La Roulotte d'amour (Love Nest on Wheels) de Charles Lamont et Buster Keaton
- 1937 : Melody of the Plains de Sam Newfield
- 1938 : I Am the Law
- 1938 : Termites of 1938
- 1938 : Wee Wee Monsieur
- 1938 : Healthy, Wealthy and Dumb
- 1938 : Mutts to You
- 1938 : Tassels in the Air
- 1938 : Blondie
- 1939 : A Ducking They Did Go
- 1939 : Three Little Sew and Sews
- 1939 : Pest from the West
- 1939 : Mooching Through Georgia de Jules White

### Années 1940
- 1940 : A Plumbing We Will Go
- 1940 : Li'l Abner d'Albert S. Rogell
- 1940 : Little Men
- 1940 : Le Poignard mystérieux (Slightly Honorable) de Tay Garnett
- 1941 : I'll Never Heil Again
- 1941 : So Long Mr. Chumps
- 1941 : All the World's a Stooge
- 1941 : The Monster and the Girl
- 1941 : Une épouse modèle (Model Wife) de Leigh Jason
- 1941 : An Ache in Every Stake
- 1941 : Dutiful But Dumb
- 1941 : Pot O' Gold
- 1942 : Three Smart Saps
- 1942 : Sock-a-Bye Baby
- 1942 : Holiday Inn
- 1943 : Back From the Front
- 1943 : I Can Hardly Wait
- 1943 : Hello Frisco, Hello
- 1943 : Hit Parade of 1943
- 1943 : Phony Express
- 1944 : Crash Goes the Hash
- 1944 : Love Your Landlord
- 1944 : It Happened Tomorrow
- 1944 : Casanova le petit (Casanova Brown) de Sam Wood
- 1944 : Mrs. Parkington
- 1944 : Aventures au harem (Lost in a Harem)
- 1944 : She Snoops to Conquer
- 1945 : See My Lawyer
- 1945 : Diamond Horseshoe
- 1945 : Nob Hill
- 1945 : La blonde incendiaire (Incendiary Blonde)